# Pădurea Goșman
Pădurea Goșman este rezervație forestieră de categoria IV IUCN aflată în Județul Neamț în Munții Tarcău.

## Localizare
Latitudine 46º 42' 49 N 
Longitudine 26 º 12' 54 E
Se află la o altitudine de 742-1141 m între culmea Goșmanu (Vârful Goșmanului 1310 m) și pârâul cu același nume, pe versantul stâng al acestuia înainte de confluența cu Tarcăul.

## Informații generale orientative
Codul sitului este ROSCI0156 Pădurea Goșman.
Pădurea este proprietate de stat. Din anul 2004 este în custodia Direcției Silvice Piatra Neamț. 
Dacă inițial avea 173 ha, actual are 190 ha.

## Elemente caracteristice
Are o suprafață de 190 ha.
În rezervație găsim specii arboricole de molid (Picea abies), brad (Abies alba) și fag (Fagus sylvatica). Izolat mai apar și exemplare de ulm (Ulmus Montana), alun (Corylus avellana), paltin de munte (Acer pseudoplatanus),  scorușul (Sorbus aucuparia) .

## Originea numelui
Provine de la Vârful Goșmanu aflat în apropiere.

## Importanță
Rezervația Pădurea Goșman este importantă pentru protejarea arboretului secular de amestec de rașinoase cu fag și a diversității biologice. Situl adaposteste specii rare de pasari și specii de plante importante pentru flora din zonă.

## Habitat
Rezervația Goșman prezintă un stadiu de codru secular (vârsta copacilor este de circa 140-260 de ani) neinfluențat de om, al cărui arboret variază ca vârstă, înălțime și dimensiuni, de la uriași bătrâni de sute de ani ce ating înălțimi de peste 60 de metri cu diametru la bază de 150 de cm  (lucru rar întâlnit în pădurile virgine de molid din România), până la puieți mici abia instalați. Predominanți rămân însă arborii bătrâni cu înălțimi de 40-55 m și diametru de 30-70 cm.
Specificul versantului gazdă îl constituie ondularea sa precum și înclinarea între 25-45 grade.

## Calitate
Situl se află într-o stare bună de conservare și nu se află în pericol de eroziune sau activități antropice.

## Potențial turistic de vecinătate
- Monumentul Eroilor - Satul Tarcău
- Muzeul de artă Iulia Hălăucescu - Satul Tarcău
- Cascada (Repezișurile) Ianuș din Satul Cazaci
- Repezișul Piciorul Pascului
- Cascada Frasin
- Cheile Aței
- Mănăstirea Sihăstria Tarcăului
- Cele 3 cascade de pe Bolovăniș
- Defileul Bolovănișului
- Cascada Goșmanu
- Cascada Răchitiș
- Defileul Tărcuței
- Mănăstirea Daniil Sihastrul Tărcuța